# 井沢純
井澤 純（いざわ じゅん、1925年（大正14年）3月18日 - 1996年（平成8年）5月12日）は、日本の図書館司書・評論家・著作家・歌人。
国立科学博物館附属自然教育園園長等を歴任。

## 略歴
東京大学文学部卒業。1946年、愛知県公立高校の教諭となり、1958年専任司書教諭。1961年文部省初等中等教育局勤務、1977年国立淡路青年の家、1981年国立沖縄青年の家所長を務めた後、国立科学博物館附属自然教育園園長となる。道徳教育・図書館学についての著作のほか、小説・短歌をものした。
1995年、勲三等瑞宝章受章。1996年5月12日、心不全のため死去。

## 著書
- 『僕のカンディード　第一創作集』北斗工房、1957
- 『道徳的心情』東洋館出版社 教育の時代叢書、1966
- 『道徳教育ノート』東洋館出版社、1966
- 『体験的教育原論 自然・いのち・シンボル』東洋館出版社、1973
- 『教育と人生 人間らしさを求めて』帝国地方行政学会、1974
- 『歌集碧海曼荼羅』北斗工房、1986
- 『図書館学大系 第7巻 読書教育原論』全国学校図書館協議会、1989

### 共編著
- 『読書による道徳指導』室伏武共編著 明治図書出版 道徳指導シリーズ、1965
- 『学校図書館事典』深川恒喜、室伏武共編 第一法規出版、1966
- 『公共心・公聴心 道徳教育』間瀬正次共編著 東洋館出版社、1966
- 『小学校学校図書館の利用指導』編著 明治図書出版、1968
- 『小学校・読書指導講座』全5巻 藤原宏共編 明治図書出版、1968
- 『人物による道徳の授業研究』青木孝頼共編著 東洋館出版社、1968
- 『教室の読書指導入門』編著 明治図書出版、1970
- 『道徳指導における心情の陶冶』編著 明治図書出版、1970
- 『日本神話と子どもの世界』編著 明治図書出版、1971
- 『昔話と子どもの世界』編著 明治図書出版、1971
- 『道徳授業の入門』古島稔共編 第一法規出版、1972
- 『道徳と教育 4 道徳指導の実際』村井実共編著 東洋館出版社、1972
- 『心豊かな子どもを求めて』古島稔、東京都品川区立三木小学校共著 帝国地方行政学会、1973 教育実践シリーズ
- 『学級における読書と情報処理の指導』責任編集 教育出版、1974
- 『小学校道徳の自作資料集 1』青木孝頼共編 明治図書、1974
- 『美しい心を育てる 教育対話』今道友信共著 ぎょうせい、1975
- 『道徳指導事典』篠原晴雄、瀬戸真ほか共編集 ぎょうせい、1975
- 『小学校教育課程講座 道徳』青木孝頼共著 ぎょうせい、1977